# Molawa VIII

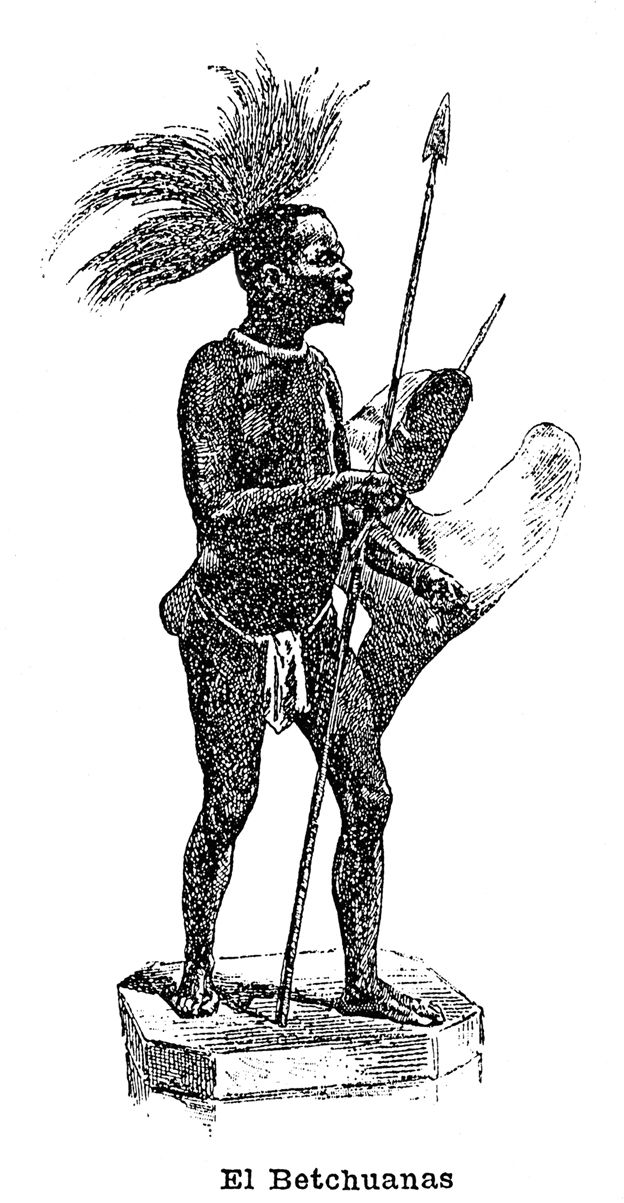
Representación gráfica del Negro de Bañolas.

Molawa VIII (Dithakong, Joe Morolong, Sudáfrica, 1800/1805-ca. 1830), conocido erróneamente como el «Bosquimano de Bañolas» o simplemente el «Negro de Bañolas», fue el líder de una tribu sudafricana cuyo cuerpo embalsamado fue exhibido durante décadas como la principal atracción del Museo Darder, en la ciudad de Bañolas (Gerona, España).
Se mantuvo expuesto en el museo hasta el año 2000, cuando se repatriaron sus restos a Botsuana. A partir de 2019 surgieron nuevas evidencias de que no se trataba de un hombre de la etnia san («bosquimano»), y tampoco había nacido o vivido en Botsuana. En 2025 el documental El negre té nom expuso que el hombre se trataría de Molawa VIII, un líder local sudafricano de comienzos del XIX cuyo cuerpo es el único que no está enterrado junto a su linaje.
La historia de su trayectoria a partir de su muerte y las resistencias a su repatriación han sido consideradas como una imagen clara de los efectos duraderos del colonialismo.

## Historia

### Sustracción del cuerpo y venta al Museo
El cuerpo de Molawa fue sustraído por los hermanos taxidermistas franceses Jules y Édouard Verreaux de la aldea de Dithakong (entonces Litakou), en la actual Sudáfrica, en torno a 1830. Estos lo disecaron a para enviarlo a Europa. Allí lo modificaron, oscureciendo su piel y poniéndole una vestimenta y atributos acordes a las expectativas coloniales europeas. En 1916 fue adquirido por el zoólogo Francesc Darder para el Museo Darder de Bañolas.
El cuerpo permaneció expuesto en el museo sin ninguna controversia hasta el 29 de octubre de 1991, cuando Alphonse Arcelin, un médico español de origen haitiano que había sido concejal del PSC en Cambrils, escribió una carta al alcalde de Bañolas, el también socialista Joan Solanas, solicitando la retirada del cuerpo expuesto al público. El incidente atrajo amplia atención de los medios de comunicación, pero Solanas se negó a retirarlo.

### Presión internacional
El caso atrajo mayor visibilidad gracias a la situación de Bañolas como subsede de los Juegos Olímpicos de 1992, que Arcelin utilizó para escalar la campaña de presión por la retirada. Ya en 1991 el entonces secretario de la UNESCO, el español Federico Mayor Zaragoza, se reunió con el alcalde de Bañolas para trabajar de cara a la repatriación del cuerpo a Botsuana (de donde se había considerado que procedía). Posteriormente, cuando Kofi Annan llegó a la posición de secretario general de la ONU, se interesó también por el asunto y habló con el alcalde. En 1997 el asunto fue discutido en varias sesiones tanto en las Naciones Unidas como en la Organización para la Unidad Africana, y aumentaron las presiones diplomáticas de gobiernos africanos, que habían sabido del caso gracias a correspondencia de Arcelin.
El proceso fue seguido también por asociaciones de museos internacionales que temían tener que devolver otros restos humanos mantenidos con fines de investigación (si bien ese no era el caso del Museo Darder). En marzo de 1997 el cuerpo fue retirado del Museo Darder, en medio de una campaña de protestas de ciudadanos de Bañolas en contra de la retirada.

### Repatriación a Botsuana
El gobierno de Botsuana ofreció colaboración con la Organización para la Unidad Africana para facilitar un entierro apropiado al hombre una vez sus restos fueran devueltos a África. En noviembre de 1998 vecinos de Bañolas presentaron a través de la asociación Amics dels Museus 7300 firmas al ayuntamiento en contra de la posibilidad de repatriación del cuerpo, argumentando que aunque no debiera ser exhibido, debería permanecer «a disposición de los investigadores». El nombramiento de un nuevo alcalde, Pere Bosch (ERC), dio lugar al inicio de trámites con el Ministerio de Asuntos Exteriores para la repatriación.
El cuerpo continuó en el museo hasta el año 2000, y tras meses de polémicas y haberle quitado el taparrabos, la lanza, la piel y careta que había llevado en Bañolas, el cuerpo fue enviado al Museo Nacional de Antropología de Madrid, donde se le extrajeron todos los demás añadidos, como el relleno (que había reemplazado los órganos internos), los ojos, el cabello y los genitales. También se decidió extraerle toda la piel. El cráneo y el resto de huesos fueron enviados en un ataúd a Botsuana en 2007, en una decisión que volvió a ser polémica.
El 4 de octubre de 2007 fue enterrado en el Parque Nacional de Tsholofelo con honores reservados hasta entonces para héroes nacionales. Al acto asistieron representantes de España en Botsuana y de la Organización para la Unidad Africana, así como la plana mayor del Ejército y miembros de la sociedad civil del país.

### Molawa VIII
El autor Frank Westerman publicó en 2019 evidencia de que el "Bosquimano de Bañolas" no había sido un bosquimano, sino un hotentote de la zona de Ciudad del Cabo, y que por tanto debió haber sido repatriado a Sudáfrica y no a Botsuana. En 2020 se publicó Naturaleza muerta de Miquel Molina, que abundaba en la tesis de que el hombre era sudafricano. En 2025 el documental El negre té nom expuso que el hombre se trataría de Molawa VIII, un líder local sudafricano de comienzos del XIX cuyo cuerpo es el único que no está enterrado junto a su linaje.

## Legado
Actualmente, el Museo Darder no hace ninguna referencia a la polémica. En el interior del museo, lo único que queda de él es un vídeo mudo con imágenes en blanco y negro mostradas en una pequeña pantalla de plasma que permite a los visitantes ver al hombre montado tal y como era expuesto hasta que fue retirado.
Pere Bosch, alcalde del municipio entre 1999 y 2007, reconoció que:

«Fue poco oportuno exhibir una pieza humana de raza negra en una ciudad occidental y desarrollada.»
Pere Bosch

Existen varios libros que tratan de la controversia. Uno de los más destacables, El negro y yo de Frank Westerman, muestra que el naturalista Georges Cuvier conocía acerca del hombre. La historia también aparece en Naturaleza muerta (2020) de Miquel Molina y la compilación Yo recordaré por ustedes (2023), de Juan Forn. El documental El negre té nom (2025), de Fèlix Colomer, obtuvo el premio al mejor documental en el Festival Internacional de Cinema en Català (FIC-CAT).